# Михальча
Миха́льча (укр. Михальча) — село в Каменской сельской общине Черновицкого района Черновицкой области Украины.
До 2020 года входило в Сторожинецкий район.
Почтовый индекс — 59040. Телефонный код — 3735. Код КОАТУУ — 7324586501.

## Население
Население по переписи 2001 года составляло 2245 человек.

### Языковой состав
Родной язык населения по данным переписи 2001 года:
| Язык       | Численность, чел. | Доля     |
| ---------- | ----------------- | -------- |
| Украинский | 2 227             | 99,20 %  |
| Другие     | 18                | 0,80 %   |
| Итого      | 2 245             | 100,00 % |